# Ringerikserter
Ringerikserter  (littéralement « pois de Ringerike ») est une appellation d'origine protégée (beskyttet opprinnelses betegnelse, BOB) et appliquée à une production de pois d'une variété traditionnelle locale cultivée dans le sud de la Norvège, en vigueur depuis le 11 juin 2004. 
L'aire de production de cette appellation est limitée à la péninsule de Royse (Røysehalvøya) dans la municipalité de Hole (région de l' Østlandet).